# Ingmar Brandsch
Ingmar Brandsch (* 28. November 1936) ist ein ehemaliger rumäniendeutscher Abgeordneter (DFDR) in der rumänischen Abgeordnetenkammer während der Legislaturperiode 1990/92. Der Gymnasiallehrer zog auf der Liste der Minderheiten für den Kreis Hermannstadt ins Parlament ein.

## Leben
Ingmar Brantsch studierte Germanistik, Romanistik und Slawistik an der Universität Bukarest sowie Geschichte, Philosophie, Evangelische Theologie und Pädagogik an der Universität zu Köln. 
Neben seinen Tätigkeiten als Redakteur und Bibliothekar in Bukarest, Gymnasiallehrer in seiner Geburtsstadt Kronstadt, Studienassessor und Studienrat in Köln verfasste er zahlreiche Erzählungen, Satiren, Reportagen, Essays, Aphorismen, Gedichte, Dramen und Hörspiele.
Ingmar Brantsch ist Mitglied des Rumänischen Schriftstellerverbandes, gehört dem P.E.N.-Zentrum deutschsprachiger Autoren im Ausland, dem Verband deutscher Schriftsteller, der Literarischen Gesellschaft Köln an.
Brantsch erhielt 1968 den Lyrikpreis der Jungen Akademie Stuttgart und 1987 den Siegburger Literaturpreis. Er unterrichtet in der Außenstelle des Abendgymnasiums Köln in der Justizvollzugsanstalt Köln resozialisierungswillige Jugendliche.